# Il piccolo Lord
Il piccolo Lord (Little Lord Fauntleroy), conosciuto anche come Un piccolo Lord o Il piccolo Lord Fauntleroy, è un romanzo per ragazzi di Frances Hodgson Burnett, autrice tra l'altro di Il giardino segreto e La piccola principessa. Il romanzo in argomento viene pubblicato la prima volta a puntate sul St. Nicholas Magazine tra il novembre 1885 e l'ottobre 1886 ed infine in volume nel 1886. Il libro rappresentò un successo commerciale per il giornale e per la sua autrice, favorito anche dallo stile innovativo delle illustrazioni di Reginald Birch che accompagnavano il romanzo. "Little Lord Fauntleroy" costituì anche un precedente nel campo della legislazione dei copyright, quando nel 1888 l'autrice vinse una causa sui diritti dell'adattamento teatrale del suo lavoro.
Questo romanzo, come tutti gli altri scritti da quest'autrice, rivela una visione della realtà del tutto particolare, e ciò alla luce di un punto di vista che solo nelle Edizioni Integrali Penguin in lingua originale inglese viene rivelato, quando nell'introduzione a tali romanzi si sottolinea che l'autrice coltivava interessi e studi riguardo a: lo spiritualismo – da non confondersi con lo spiritismo, a cui l'autrice era comunque legata – , la spiritualità, il simbolismo sacro, la teosofia e la "scienza cristiana". Dunque tutto ciò si è indubbiamente riversato in tutte le opere della Burnett.

## Trama
Cedric Errol ha 7 anni e vive negli Stati Uniti con la giovane madre. Suo padre, morto qualche anno prima, era il figlio minore del conte di Dorincourt, ricco e potente nobile britannico. Il matrimonio del padre di Cedric con la madre non era mai stato accettato dal vecchio conte, che aveva immediatamente interrotto i rapporti con la giovane famiglia e si era sempre rifiutato d'incontrare la nuora e il nipotino.

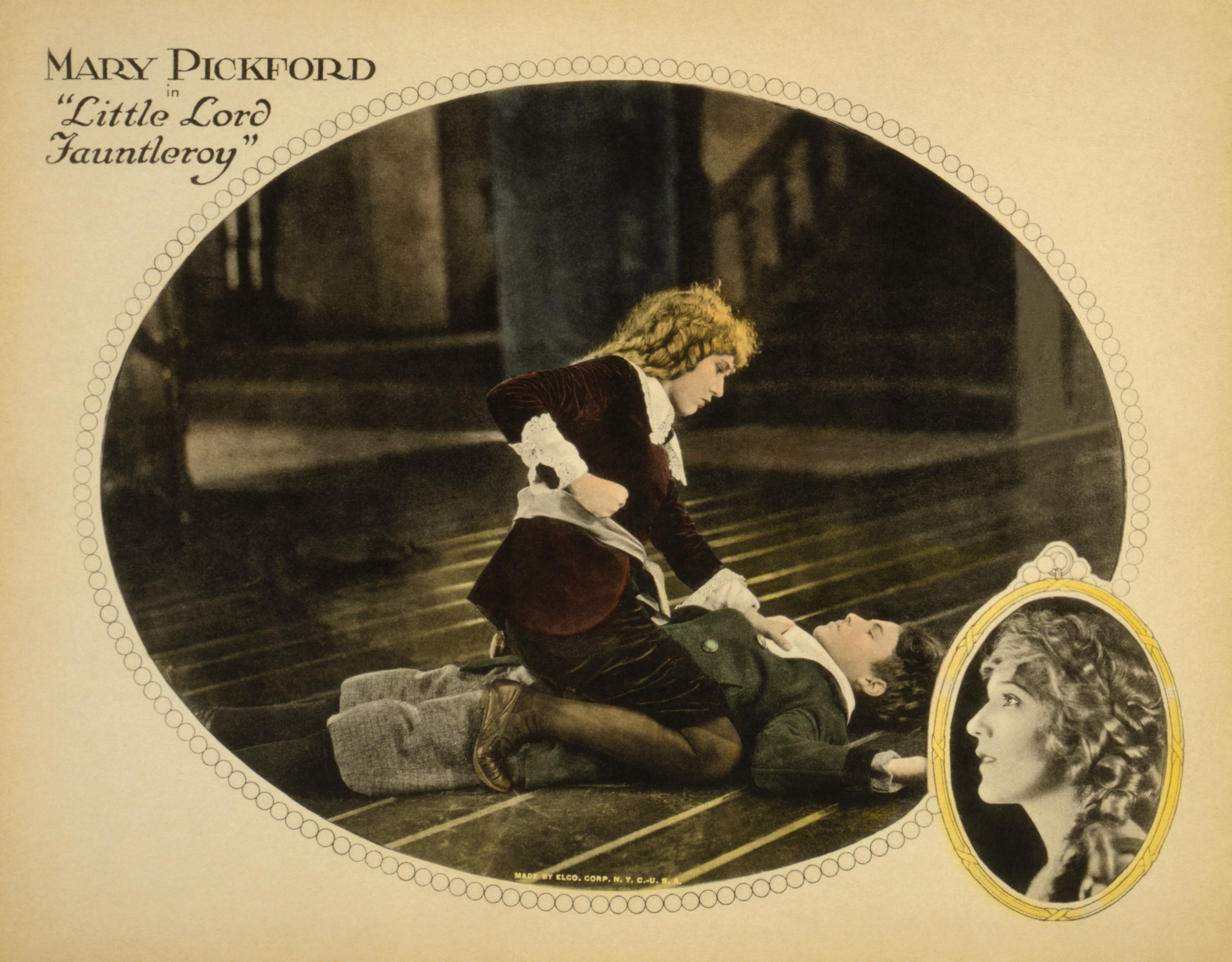
Cartolina pubblicitaria della versione cinematografica del 1921 con Mary Pickford.

Cedric però ignora tutto questo e vive la sua infanzia spensierata in un quartiere popolare di New York assieme ai suoi più grandi amici: Mr. Hobbs il droghiere e Dick il lustrascarpe. 
Alla morte improvvisa di Bevis, il primogenito del conte, cambia tutto: Cedric diventa di colpo erede universale di tutte le immense fortune della famiglia con il titolo di lord Fauntleroy e il nonno, uomo col tempo divenuto burbero e misantropo, è costretto suo malgrado a convocare il ragazzo e l'odiata nuora nel Regno Unito, non per affetto ma solamente per poter dare a Cedric un'educazione degna di un lord inglese dal momento che sarebbe diventato il suo successore. Incaricato di condurre Cedric e la madre nel Regno Unito è un avvocato britannico, Mr. Havisham.
All'arrivo nel grande castello del nonno, Cedric ha una grande delusione: la mamma che l'aveva accompagnato fin lì non avrebbe più vissuto con lui, ma avrebbe abitato in una villetta a Court Lodge, ben al di fuori dell'immensa tenuta di Dorincourt. Il ragazzo non è a conoscenza dei dissapori tra la madre e il vecchio conte, e la donna fa di tutto affinché la cosa rimanga segreta perché in caso contrario Cedric non avrebbe mai potuto instaurare un buon rapporto con il nonno.
Nonostante i pregiudizi del vecchio conte, che considera gli statunitensi poco più che selvaggi, il rapporto tra lui e il nipote diventa via via sempre più profondo, grazie anche all'affetto che Cedric gli riserva. Intanto la madre, resasi conto delle terribili condizioni di vita della gente che vive nelle proprietà del conte, comincia a fare opera di volontariato, utilizzando per questo anche il piccolo vitalizio che il suocero le passa e convince il figlio a parlare con il nonno per poter migliorare le condizioni della popolazione. Lentamente avviene il miracolo: il nonno si trasforma in un uomo sereno, felice dell'immenso affetto che prova per Cedric e capace di aiutare gli altri.
Improvvisamente arriva però una brutta notizia: Bevis, lo zio di Cedric, prima di morire si era sposato e aveva avuto un figlio, che a questo punto è il primo nella linea di successione per diventare conte di Doricourt. Il conte è disperato: fa effettuare dal suo avvocato tutte le possibili ricerche in merito, ma sembra che Minna sia effettivamente stata la moglie del suo figlio maggiore e che quindi il suo adorato Cedric non sarà più il suo successore. Il vecchio inoltre prova anche una grande vergogna: si è sempre rifiutato d'incontrare la madre di Cedric, una creatura intelligente e di animo gentile, e ora è costretto a instaurare rapporti con questa Minna, donna rozza e volgare, degna compagna di Bevis, il suo dissoluto figlio maggiore.
Cedric comunica la notizia ai suoi amici di New York; a lui in realtà la cosa non interessa molto, gli basta poter conservare l'affetto del nonno, ma Dick il lustrascarpe, vedendo una fotografia di Minna, riconosce l'ex moglie di suo fratello, che aveva avuto da lei un figlio che ora la donna faceva passare per figlio di Bevis. Smascherata Minna, Cedric riprende di diritto il suo ruolo e il vecchio conte si affretta a ricucire il rapporto con la giovane nuora, invitandola a vivere con il figlio al castello di Doricourt. La storia si conclude con la grande festa per l'ottavo compleanno di Cedric a casa Dourincourt, con il futuro Conte circondato dall'affetto di tutti i suoi cari.

## Film e adattamenti teatrali e televisivi

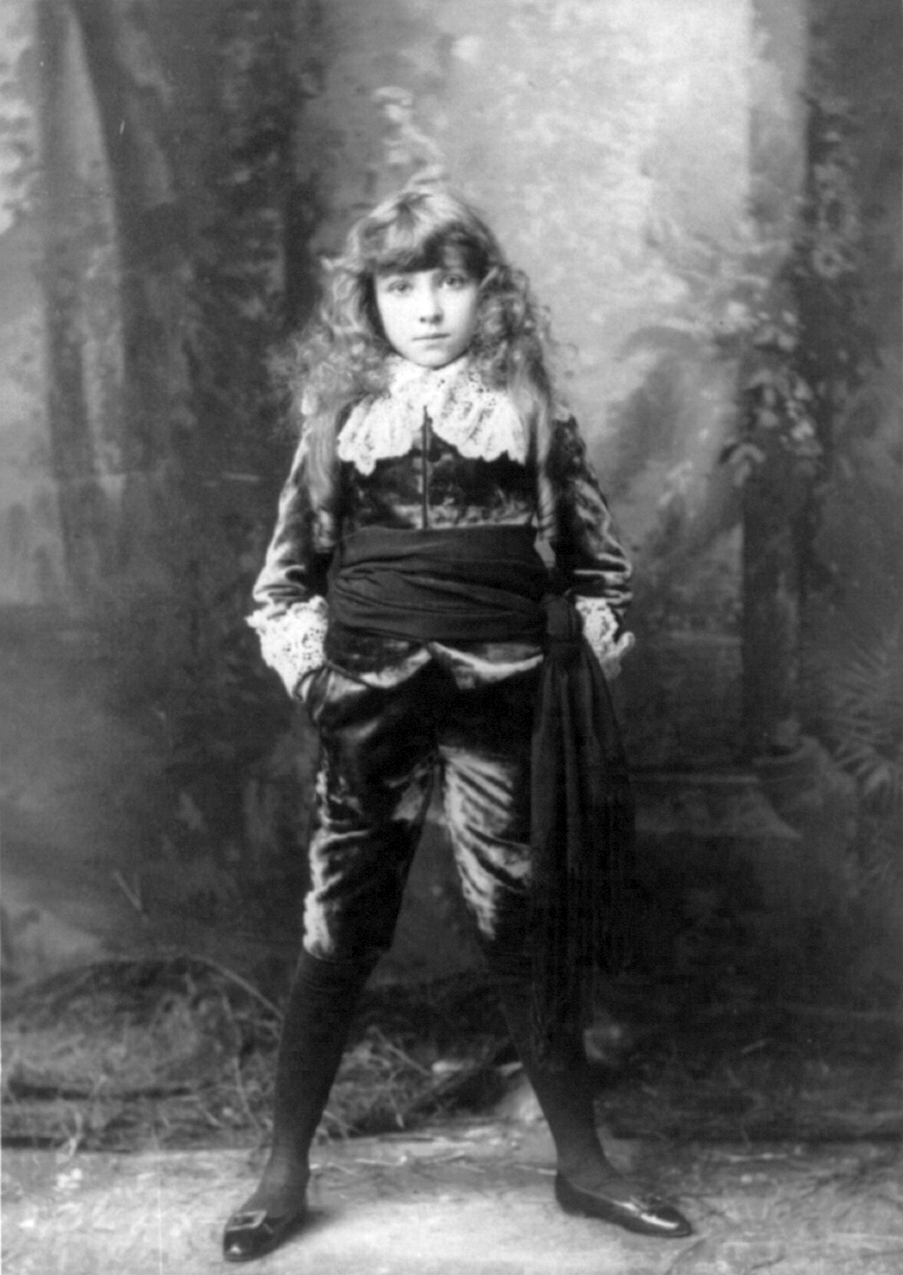
Elsie Leslie, protagonista della prima riduzione teatrale del romanzo di Burnett.

Il romanzo Il piccolo Lord è un classico della letteratura sulla base del quale sono stati realizzati numerosi film e adattamenti teatrali e televisivi:

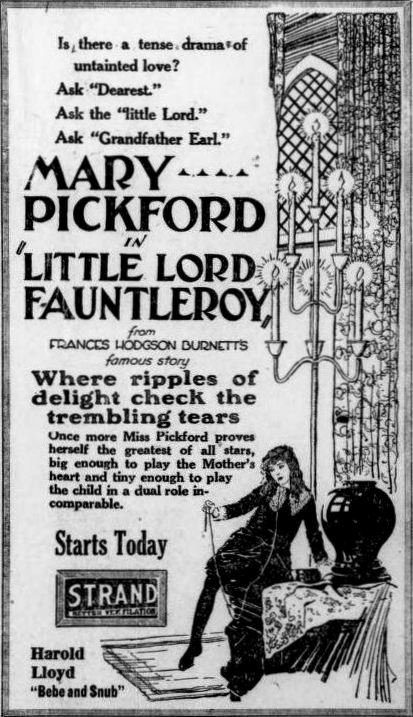
Mary Pickford protagonista del film del 1921.

- Little Lord Fauntleroy - riduzione teatrale in tre atti (USA, 1888), a opera della stessa autrice - Nella prima produzione teatrale del romanzo di Burnett a Boston e quindi al Broadway Theatre di New York, il ruolo di protagonista fu affidato a Elsie Leslie, bambina prodigio del teatro americano di fine Ottocento che ne fece uno straordinario successo. Nei decenni successivi produzioni teatrali dell'opera si ripeterono non solo a New York, Chicago e Londra, ma anche a Parigi e Berlino, offrendo un palcoscenico importante a diverse generazioni di attori bambini/e, incluso un giovanissimo Buster Keaton.[2]
- Little Lord Fauntleroy - film (GB, 1914), diretto da F. Martin Thornton, con Gerald Royston (Cedric); H. Agar Lyons (il conte); Jane Wells (Dearest); Bernard Vaughan (Mr. Havisham); F. Tomkins (Mr. Hobbs); Harry Edwards (Dick).[3] - Il primo Cedric (Little Lord Fauntleroy) della storia del cinema è un attore bambino inglese, Gerald Royston, che in quegli anni ebbe solo una breve carriera cinematografica.[4]
- Il piccolo Lord (A kis lord) - film (Ungheria, 1918), diretto da Alexander Antalffy, con Tibor Lubinszky (Cedric); Alexander Antalffy (il conte); Giza Báthory (Dearest); József Hajdú (Mr. Havisham); Jenõ Horváth (Mr. Hobbs); Ernõ Kenessey (Dick).[5] - Il ruolo di "Cedric" è qui affidato a+-- un celebre attore bambino ungherese, Tibor Lubinszky, che sarà protagonista in quegli anni di altri film tratti da popolari romanzi per bambini, come Oliver Twist (1919) e Il principe e il povero (1920).[6]

- Little Lord Fauntleroy - film (USA, 1921), diretto da Alfred E. Green e Jack Pickford, con Mary Pickford (Cedric / Dearest); Claude Gillingwater (il conte); Joseph J. Dowling (Mr. Havisham); James A. Marcus (Mr. Hobbs); Fred Malatesta (Dick).[7] - In questo caso, seguendo le accettate convenzioni teatrali dell'epoca, il ruolo di protagonista è interpretato da una attrice famosa, Mary Pickford, allora quasi trentenne ma che per il suo fisico minuto si era specializzata anche in parti di bambino/a e può così interpretare nel film sia il ruolo della madre che del bambino.[8]
- L'ultimo Lord - film (Italia, 1926) diretto da Augusto Genina - L'ultimo Lord è una commedia di Ugo Falena, liberamente ispirata al romanzo della Burnett. Il piccolo Lord (Freddie) è in realtà una giovane donna che finge di essere un ragazzo adolescente pur di avere l'opportunità di incontrare il nonno, notoriamente misogino, fino all'inevitabile lieto fine e al matrimonio con un giovane principe. Il film, che ottenne grande successo in Francia e Germania, consacrò Carmen Boni come attrice di fama internazionale.[9]
- L'ultimo Lord - film (Francia, 1932), diretto da Augusto Genina - Versione sonora del film muto del 1926, sulla commedia di Ugo Falena, liberamente ispirata al romanzo della Burnett. Cast diverso ma stesso regista e stessa attrice protagonista Carmen Boni.[10]

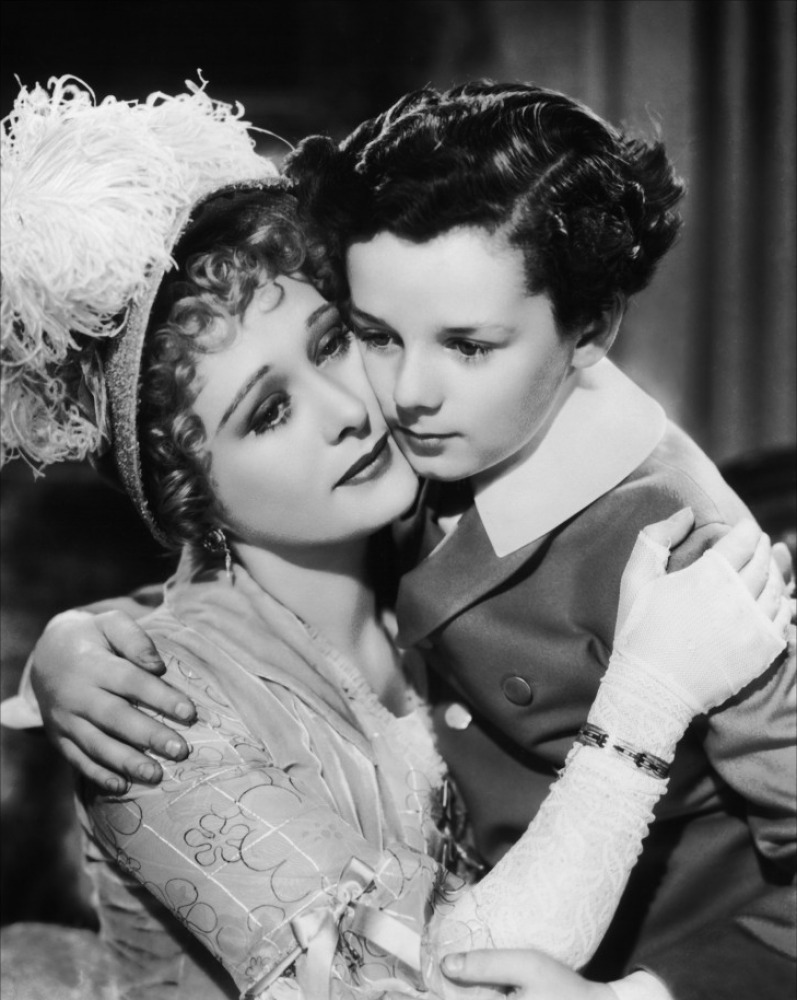
Freddie Bartholomew protagonista del film del 1936.

- Lord Fauntleroy (Little Lord Fauntleroy) - film (USA, 1936) diretto da John Cromwell, con Freddie Bartholomew (Cedric); C. Aubrey Smith (il conte); Dolores Costello (Dearest); Henry Stephenson (Mr. Havisham); Guy Kibbee (Mr. Hobbs); Mickey Rooney (Dick).[11] - Freddie Bartholomew era in quegli anni il più celebrato attore bambino di Hollywood, attorno al quale si raduna un cast d'eccezione.[12]
- Il ventesimo duca - film (Italia, 1945), diretto da Lucio De Caro - Terza versione cinematografica (dopo quelle del 1926 e 1932) della commedia L'ultimo Lord di Ugo Falena, liberamente ispirata al romanzo di Burnett. La protagonista (Freddie) è l'attrice Paola Veneroni.[13]
- O Pequeno Lorde - sceneggiato televisivo (Brasile, 1957), diretto da Júlio Gouveia e Antonino Seabra - Il primo sceneggiato televisivo sul romanzo di Burnett è trasmesso alla televisione brasiliana il 14 maggio 1957, interpretato dal piccolo Rafael Neto.
- Little Lord Fauntleroy - sceneggiato televisivo (GB, 1957) - La prima riduzione televisiva prodotta dalla BBC appare tra il 3 settembre e il 1 ottobre 1957 in una mini-serie di 4 episodi. È interpretata da Richard O'Sullivan, un attore bambino già di notevole esperienza e destinato a una lunga carriera di attore televisivo.[14]
- Il piccolo Lord - sceneggiato televisivo (Italia, 1960), diretto da Vittorio Brignole, con Sandro Pistolini (Cedric); Michele Malaspina (il conte); Andreina Paul (Dearest); Attilio Ortolani (Mr. Havisham); Giuseppe Mancini (Mr. Hobbs); Ermanno Anfossi (Dick).[15] - Trasmesso alla televisione italiana in 5 episodi tra il 22 aprile e il 20 maggio 1960, ha per protagonista uno dei più attivi e popolari attori bambini italiani degli anni '50.[16]
- Der kleine Lord - sceneggiato televisivo (Austria, 1962)
- Der kleine Lord - sceneggiato televisivo (Germania, 1962), diretto da Franz Josef Wild - Il piccolo lord arriva alla televisione tedesca il 24 dicembre 1962 con una produzione della Bayerischer Rundfunk (BR), interpretata da Manfred Kunst, familiare presenza di attore bambino alla televisione tedesca negli anni '60.[17]
- Lille Lord Fauntleroy - sceneggiato televisivo (Norvegia, 1966), diretto da Alfred Solaas - Altro sceneggiato televisivo, trasmesso in Norvegia il 18 ottobre 1966 e interpretato da Gøsta Hagenlund[18]
- Il piccolo Lord - film TV (Italia, 1971), diretto da Luciano Emmer, con Ellen e Alice Kessler, Johnny Dorelli, Dina Perbellini, Alice Rossi.
- Little Lord Fauntleroy - sceneggiato televisivo (GB, 1976), diretto da Paul Annett, con Glenn Anderson (Cedric); Paul Rogers (il conte); Jennie Linden (Dearest); Preston Lockwood (Mr. Havisham); Ray Smith (Mr. Hobbs); Paul D'Amato (Dick).[19] - La seconda produzione della BBC, dopo quella del 1957, è trasmessa in 6 episodi tra il 21 novembre e il 26 dicembre 1976.[20]

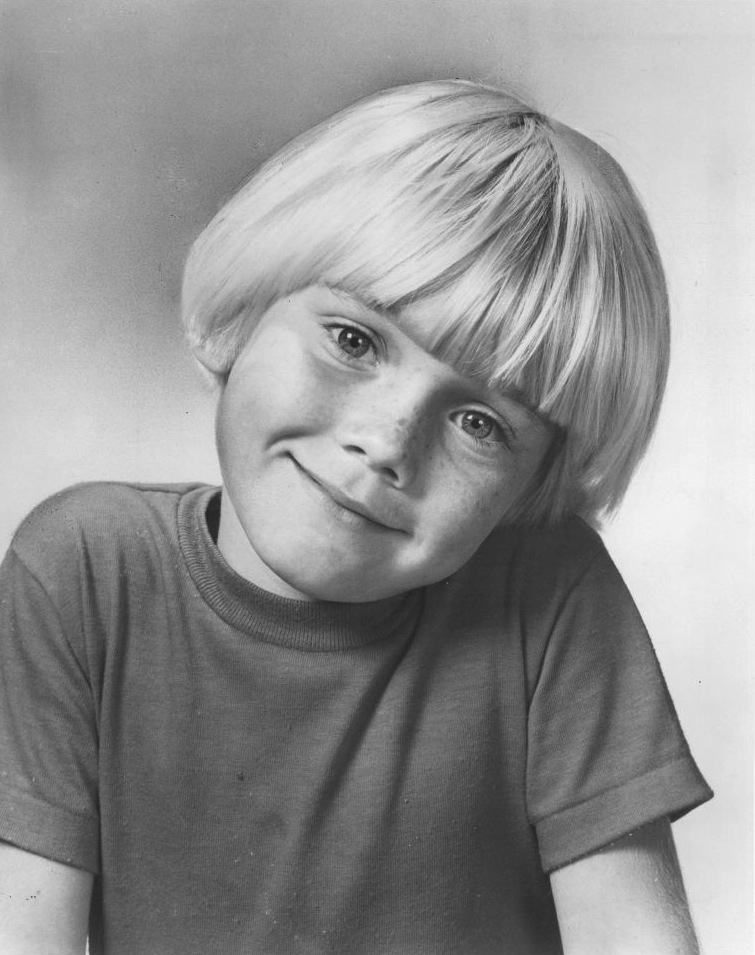
Ricky Schroder, altro famoso interprete cinematografico del romanzo nel 1980.

- Il piccolo Lord (Little Lord Fauntleroy) - film (USA, 1980), diretto da Jack Gold, con Ricky Schroder (Cedric); Alec Guinness (il conte); Connie Booth (Dearest); Eric Porter (Mr. Havisham); Colin Blakely (Mr. Hobbs); Rolf Saxon (Dick).[21] - Un altro film inteso come veicolo di successo per un attore bambino già famoso a livello internazionale, Ricky Schroder, attorno al quale si raduna un cast d'eccezione.[22]
- Piccolo Lord (Shōkōshi Cedie, lett. "Il piccolo nobile Cedie") - serie d'animazione (Giappone, 1988), diretta da Kōzō Kusuba - In 43 episodi la serie ripercorre le vicende del piccolo Lord. Distribuita internazionalmente, è stata doppiata dal giapponese in numerose lingue, incluso francese, tedesco, italiano, spagnolo, olandese, filippino, polacco e arabo.
- Little Lord Fauntleroy - miniserie TV (GB, 1995), diretta da Andrew Morgan - Il terzo sceneggiato prodotto dalla BBC, dopo quello del 1957 e del 1976, è trasmesso in 6 episodi tra il 1 gennaio e il 5 febbraio 1995. Il ruolo di protagonista è affidato a Michael Benz.[23]
- Il Piccolo Lord (noto anche come Il Piccolo Milord) - film TV (Italia, 1996), diretto da Gianfranco Albano - Trasposizione della storia in epoca contemporanea e liberamente ispirato al romanzo della Burnett. Il "piccolo Lord" (Christian, interpretato da Francesco De Pasquale) vive a Ischia con la giovane madre vedova ed è reclamato dal ricco nonno tedesco.
- Cedie: Ang munting prinsipe - film (Filippine, 1996), diretto da Romy Suzara - Trasposizione della vicenda in ambiente coloniale. Interpretato da Tom Taus, volto familiare di attore bambino nel cinema filippino degli anni '90.[24]
- Il ritorno del piccolo Lord - film TV (Italia, 2000), diretto da Giorgio Capitani - Sequel del film del 1996, liberamente ispirato al romanzo della Burnett. Interpretato dallo stesso cast: Francesco De Pasquale (Il "piccolo Lord" / Christian) e Mario Adorf (Il conte / Karl), vi si immaginano le avventure dei protagonisti alcuni anni dopo le vicende narrate nel primo film.
- Radosti i pechali malen'kogo lorda (Il piccolo Lord) - film (Russia, 2003), diretto da Ivan Popov - Interpretato da Aleksey Vesyolkin (Cedric).
- La piccola Lady (Die kleine Lady) - film TV (Austria, 2012), diretto da Gernot Roll - Versione al femminile della storia, dove Cedric diventa Emily (Philippa Schöne), il conte diventa la contessa, e anche Mr. Hobbs è ora Frau Hobbs. L'ambientazione si sposta dalla Gran Bretagna all'Austria, ma non cambiano gli elementi centrali della trama originale.[25]
- Little Lord Fauntleroy - balletto (GB, 2016), coreografia di Jenna Lee, musica di Richard Norris - In questa produzione originale del London Children's Ballet, un cast di 60 ballerini tra i 9 e i 16 anni ripropone la storia del piccolo Lord (interpretato da ( Luke Wragg) al Peacock Theatre nel West End di Londra, dal 21 al 24 aprile 2016.[26]

## Curiosità
"Fauntleroy" ha origine nella lingua francese, unione delle parola Faunt (abbreviazione di "Enfaunt", per "enfant", bambino) e di Le Roy (il Re).

### Edizioni
- Francesco Burnett, Un piccolo Lord, collana Biblioteca illustrata del mondo piccino, traduzione di Pietro Battaini, Milano, Fratelli Treves editore, 1887.
- Francesco Burnett, Un piccolo Lord, Fratelli Treves, 1926.
- Frances Hodgson Burnett, Il piccolo Lord, De Agostini, 1990,  p. 188, ISBN 88-410-0558-0.
- Frances Hodgson Burnett, Il piccolo Lord, traduzione di Assunta Mazzoni, Euromeeting Italiana, 2003,  p. 158, ISBN 88-88666-50-8.
- Frances Hodgson Burnett, Un piccolo Lord, Salani, 1948,  p. 277.
- Frances Hodgson Burnett, Il piccolo Lord, Corticelli, Mursia, 1990,  p. 182, ISBN 978-88-425-3782-3.
- Frances Hodgson Burnett, Il piccolo Lord, Beccogiallo, Mursia,  p. 94, ISBN 978-88-425-0763-5.